# Alex North
Alex North (* 4. Dezember 1910 in Chester, Pennsylvania; † 8. September 1991 in Los Angeles, Kalifornien, eigentlich: Isadore Soifer) war ein US-amerikanischer Komponist von Filmmusik, Bühnenmusik und konzertanten Werken.

## Leben
North, geboren 1910 in Chester, nahm am Curtis Institute Of Music in Philadelphia Klavierunterricht bei George Boyle. Mit 20 Jahren trat er in die Juilliard School über. Von 1933 bis 1934 studierte er in Moskau am Konservatorium. Nach seiner Rückkehr in die USA studierte er bei Ernst Toch und Aaron Copland. 1939 tourte er mit Anna Sololows Tanztruppe durch Mexiko, wo er auch die lokale Musik absorbierte.
In den 1930er und 1940er Jahren schrieb North Musik für Dokumentarfilme. Benny Goodman gab ihm den Kompositionsauftrag für Revue For Clarinet And Orchestra (1946). 1949 komponierte er die Bühnenmusik zu Tod eines Handlungsreisenden von Arthur Miller in einer Inszenierung von Elia Kazan (für die gleichnamige Verfilmung von 1951 adaptierte North seine Partitur). Die Freundschaft mit Kazan brachte North nach Hollywood, wo er die Filmmusik zu dessen Verfilmung von Endstation Sehnsucht schrieb. Die mit Jazz-Elementen durchsetzte Komposition gilt als wegweisend.
North schuf in den folgenden Jahrzehnten viele weitere, stilistisch oft – gemessen an den Konventionen und romantischen Traditionen Hollywoods – moderne, an amerikanischer Konzertmusik geschulte Filmpartituren. Er war in vielen Genres zu Hause (Drama, Western, historischer Monumentalfilm usw.). Zu seinen bekannten Filmmusiken zählen Spartacus (1960), Misfits – Nicht gesellschaftsfähig (1961), Cleopatra (1963), Wer hat Angst vor Virginia Woolf? (1966), Shanks (1974), Die Ehre der Prizzis (1985), oder Good Morning, Vietnam (1987).
1967 schrieb er den Score für 2001: Odyssee im Weltraum. Dieser Soundtrack wurde jedoch von Stanley Kubrick nicht verwendet. North schrieb zudem die Musik für viele Songs, von denen der Evergreen Unchained Melody der bekannteste ist. Trotz 14 Oscar-Nominierungen gewann North die goldene Statue nie im regulären Wettbewerb. 1986 erhielt er für sein Lebenswerk den Ehrenoscar, als erster Filmkomponist überhaupt.
North war zweimal verheiratet und hatte drei Kinder.

## Auszeichnungen
- 1986: Ehrenoscar (Lifetime Achievement Award) für sein Lebenswerk als Filmkomponist. Zuvor hatte er 14 Oscar-Nominierungen erhalten, allerdings nie den Preis im Wettbewerb gewonnen.

## Filmografie
- 1951: Endstation Sehnsucht (A Streetcar Named Desire)
- 1951: Der Tod eines Handlungsreisenden (Death of a Salesman)
- 1952: Viva Zapata!
- 1952: Der rote Reiter (Pony Soldier)
- 1952: Die Legion der Verdammten (Les Miserables)
- 1952: Das Mädchen Frankie (The Member of the Wedding)
- 1954: Desirée
- 1955: Der Einzelgänger (Man with the Gun)
- 1955: Der Favorit (The Racers)
- 1955: Unchained
- 1955: Die tätowierte Rose (The Rose Tattoo)
- 1955: Und morgen werd’ ich weinen (I'll Cry Tomorrow)
- 1956: Böse Saat (The Bad Seed)
- 1956: Der Regenmacher (The Rainmaker)
- 1956: Heißer Süden (The King and Four Queens)
- 1957: Wem die Sterne leuchten (Four Girls in Town)
- 1957: Die Junggesellenparty (The Bachelor Party)
- 1958: Der lange heiße Sommer (The Long, Hot Summer)
- 1958: Hitzewelle (Hot Spell)
- 1958: Eines Tages öffnet sich die Tür (Stage Struck)
- 1959: Fluch des Südens (The Sound and the Fury)
- 1959: Heiße Grenze (The Wonderful Country)
- 1960: Spartacus
- 1961: Nicht gesellschaftsfähig (The Misfits)
- 1961: Infam (The Children’s Hour)
- 1962: Mein Bruder, ein Lump (All Fall Down)
- 1963: Cleopatra
- 1964: Carrasco, der Schänder (The Outrage)
- 1964: Cheyenne (Cheyenne Autumn)
- 1965: Michelangelo – Inferno und Ekstase (The Agony and the Ecstasy)
- 1966: Wer hat Angst vor Virginia Woolf? (Who’s Afraid of Virginia Woolf?)
- 1968: Die Teufelsbrigade (The Devil's Brigade)
- 1968: In den Schuhen des Fischers (The Shoes of the Fisherman)
- 1969: Der Killer und die Dirne (Hard Contract)
- 1969: Matzoukas, der Grieche (A Dream of Kings)
- 1971: Willard
- 1974: Shanks
- 1975: 700 Meilen westwärts (Bite the Bullet)
- 1976: Jesus von Nazareth (The Passover Plot)
- 1976: Reich und Arm (Rich Man, Poor Man)
- 1978: Rendezvous mit Leiche (Somebody Killed Her Husband)
- 1979: Die Weisheit des Blutes (Wise Blood)
- 1980: Jahrmarkt (Carny)
- 1981: Der Drachentöter (Dragonslayer)
- 1984: Unter dem Vulkan (Under the Volcano)
- 1985: Tod eines Handlungsreisenden (Death of a Salesman)
- 1985: Die Ehre der Prizzis (Prizzi’s Honor)
- 1987: The Dead – Die Toten (The Dead)
- 1987: Good Morning, Vietnam